# Saint Seiya : Les Chevaliers du Zodiaque - Le Sanctuaire
Vous lisez un « bon article » labellisé en 2021.
Saint Seiya : Les Chevaliers du Zodiaque - Le Sanctuaire également nommé Les Chevaliers du Zodiaque - Chapitre du Sanctuaire est un jeu vidéo de combat en trois dimensions développé par Dimps et édité par Bandai sur PlayStation 2. Sorti le  7 avril 2005 au Japon et le 30 juin 2005 en Europe, il s'agit du sixième jeu vidéo inspiré de la franchise Saint Seiya, une série de manga écrite par Masami Kurumada.
Le jeu met en scène les chevaliers de Bronze, des guerriers saints dédiés à la protection de la réincarnation de la déesse Athéna, en tant que personnages jouables. À la suite d'un attentat, cette dernière est en danger de mort, et les chevaliers de Bronze doivent parcourir le Sanctuaire, le lieu sacré où vivent les chevaliers, afin de rétablir Athéna sur son trône, usurpé par le commanditaire de la tentative d'assassinat, le grand Pope. En chemin, ils devront affronter différents adversaires dont les chevaliers d'Or, ignorant pour la plupart la trahison du grand Pope.
Premier jeu en trois dimensions inspiré de la franchise, Saint Seiya : Les Chevaliers du Zodiaque - Le Sanctuaire est également pensé pour le marché occidental, et est traduit en plusieurs langues, comme le français, l'allemand, l'espagnol et l'italien.
Le jeu reçoit des critiques majoritairement négatives à sa sortie, critiquant notamment une durée de vie très faible et un gameplay peu diversifié, réservant le jeu aux amateurs les plus férus de la licence. Malgré cet accueil mitigé, une suite est mise en chantier, Saint Seiya : Hadès.

## Trame

### Contexte et univers
L'aventure de Saint Seiya : Les Chevaliers du Zodiaque - Le Sanctuaire se déroule dans l'univers de la franchise Saint Seiya. Dans un monde contemporain, certains adolescents sont choisis pour défendre la réincarnation de la déesse Athena : Saori Kido. Pour la protéger, ils héritent d'une armure inspirée d'une constellation. Leurs pouvoirs dépendent de cette armure, mais également de leur cosmos, une force spirituelle originaire du Big Bang,.

### Personnages
Le joueur incarne plusieurs personnages, des chevaliers de Bronze ayant juré de protéger Saori Kido, la réincarnation de la déesse grecque Athéna. Les cinq personnages principaux, Seiya de Pégase, Shiryu du Dragon, Shun d'Andromède, Hyôga du Cygne et Ikki du Phénix, sont unis par un fort lien de camaraderie, et cherchent à traverser le Sanctuaire afin de sauver Saori.
L'antagoniste principal est Saga, un des chevaliers d'Or. Atteint d'un dédoublement de la personnalité, sa partie maléfique prend finalement le contrôle, ce qui le conduit à assassiner le grand Pope, le maître du Sanctuaire, et à usurper sa position. C'est ainsi lui qui organise la tentative d'assassinat de Saori.
Le joueur va également rencontrer plusieurs chevaliers d'Or ou d'Argent, chacun avec une vision particulière de ce conflit. Certains, comme Mû du Bélier, font confiance aux chevaliers de Bronze et les aide dans leur tentative de sauvetage, d'autres, comme Milo du Scorpion ou Aldébaran du Taureau, sont convaincus après leurs défaites tandis que certains, comme Masque de Mort du Cancer ou Aphrodite des Poissons, ont juré allégeance à l'usurpateur,.

### Histoire
Après avoir appris que Saori — la jeune fille qu'ils protègent depuis plusieurs années — était la réincarnation de la déesse grecque Athéna, Seiya, Shiryu, Shun, et Hyôga se rendent compte que le grand Pope, le maître du lieu sacré des chevaliers, a tenté d'assassiner cette dernière. Une fois devant le Sanctuaire, Saori est touché d'une flèche magique, tirée par un chevalier d'Argent loyal au grand Pope. Pensant que ce dernier pourra soigner Saori et revenir à la raison, les chevaliers de Bronze ont douze heures pour parcourir les douze maisons du Zodiaque, chacune gardée par un chevalier d'Or,. Après plusieurs batailles, Seiya et les autres chevaliers de Bronze découvre que le grand Pope a été tué par Saga, le chevalier d'Or des Gémeaux, qui le remplace depuis en usurpant son identité. Alors que les chevaliers de Bronze sont opposés à de plus en plus de résistance, Seiya, seul chevalier de Bronze à atteindre la salle de trône, grâce au cosmos de ses amis, parvient à vaincre Saga et à soigner Saori. Dans un instant de lucidité, Saga se suicide, pour ne pas refaire de mal à Saori, qu'il reconnait comme réincarnation légitime d'Athéna, devant les chevaliers survivants.

## Système de jeu

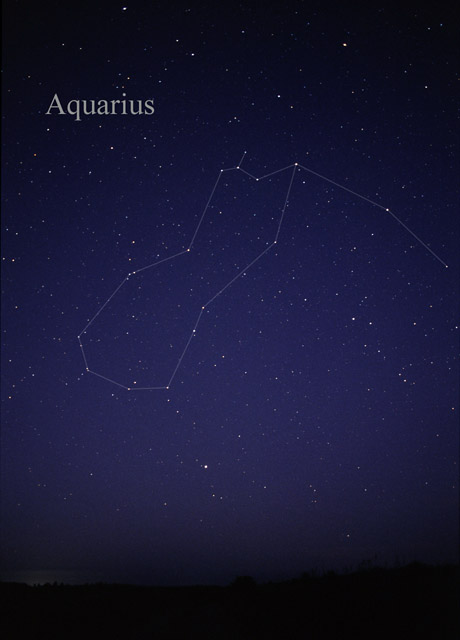
La constellation du Verseau, l'une des nombreuses constellations dont sont inspirées les armures de Saint Seiya.

### Généralités
Saint Seiya : Les Chevaliers du Zodiaque - Le Sanctuaire est un jeu de combat en trois dimensions, où le joueur peut choisir un des protagonistes ou l'un des antagonistes de la saga pour combattre un autre joueur ou l'ordinateur. Le joueur ne contrôle son personnage que durant les combats, et n'a pas à se déplacer sur une carte. Le scénario est raconté par l'intermédiaire de cinématiques et de boîtes de dialogues.
Plusieurs modes de jeu sont disponibles au joueur : le mode « Entraînement », jouable en solo ou en multijoueur, permettant au joueur de tester plusieurs combinaisons de touches, le mode « Histoire », où le joueur combat des personnages contrôlés par l'ordinateur dans un ordre précis en incarnant l'un des cinq chevaliers de Bronze, entrecoupé des cinématiques racontant l'arc narratif du Sanctuaire, et un mode « Versus », où le joueur peut affronter un autre joueur ou un personnage contrôlé par l'ordinateur, sans restriction de personnages ou d'arènes,. Un autre menu bonus permet au joueur d'obtenir des informations et des illustrations sur les figurines et produits dérivés de la franchise Saint Seiya produit dans les années 1980. Parmi les autres modes de jeu, on retrouve également le mode « Poing du Pope » où le joueur incarne les chevaliers d'Or, ayant pour mission d'interrompre la progression des chevaliers de Bronze,. Dans ce mode, les chevaliers de Bronze sont très puissants, et le joueur gagne en expérience après chaque combat (perdu ou gagné), lui permettant ainsi d'améliorer les caractéristiques de ses chevaliers d'Or.
Une fois le mode « Histoire » terminé, le joueur peut le recommencer, en débloquant des missions annexes, donnant à la possibilité au joueur de prendre part à des épisodes imaginés par les développeurs (par exemple, un duel entre Mû et Masque de Mort).
Le jeu propose plus de vingt combattants, représentant différents chevaliers d'Athéna dans différentes armures. Ces derniers possèdent chacun des techniques de combat uniques, leur permettant d'effectuer différents combos. Après avoir débloqué tous les secrets du jeu, le joueur est récompensé en débloquant les trois derniers personnages, les chevaliers d'Acier Sho, Daishi et Ushio.
Le jeu dispose également d'un système de codes de triches, permettant de débloquer plus de personnages jouables dans des modes censés avoir des restrictions de personnages.

### Combats
Les combats s'effectuent en temps réel. Chaque personnage possède une panoplie de coups faibles et de coups forts, qui peuvent s'alterner pour provoquer un enchaînement, ainsi qu'une barre de vie. La force de ces coups dépend du temps durant lequel le joueur a appuyé sur le bouton d'attaque. Le joueur possède également un bouton pour se protéger, lui permettant de se mettre dans un état de garde, qui le protège des coups de l'adversaire. En appuyant au bon moment, le joueur peut parer le coup de l'adversaire, ce qui lui donne l'occasion de contre-attaquer. Des coups spéciaux, variant selon le personnage, ainsi qu'une projection pouvant contourner la garde de l'adversaire, sont également disponibles. Contre du Cosmos, symbolisé par une barre sous la barre de vie du joueur et qui s'obtient en plaçant des coups avec succès, le joueur peut également activer son Septième Sens, ce qui lui permettra de faire monter sa jauge de Cosmos plus rapidement et d'enchaîner plusieurs attaques spéciales. Lorsque les attaques spéciales des deux adversaires se rencontrent, ces derniers doivent alors appuyer très rapidement sur les touches de leur manette afin de prendre le dessus.
Une fois la barre de vie d'un personnage vide, ce dernier possède une chance de se relever de continuer le combat, en faisant tourner les sticks analogiques de la manette le plus rapidement possible. Ce mini-jeu prend la forme d'encouragements de la déesse Athéna, qui exulte ses chevaliers à se relever et à reprendre le combat,. S'il échoue ce mini-jeu, le joueur perd définitivement. À la fin de chaque match, le joueur a accès à un tableau récapitulatif du combat, avec une note d'attaque, de défense et de valeur. Les notes obtenues dans ce tableau influent sur les récompenses possiblement obtenues par le joueur.
Les combats se déroulent dans des arènes, à l'effigie des lieux emblématiques de la saga, comme les différentes maisons du Zodiaque, ou la salle du trône. Dans ces décors, certains éléments sont destructibles, comme les colonnes des différentes maisons. Cela n'a pas d'effet autre qu'esthétique sur le combat.
Entre chaque affrontements contre un chevalier d'Or, le joueur est confronté à une phase de beat them all, où, en incarnant l'un des chevaliers de Bronze, il doit venir à bout d'une myriade d'ennemis. Ces phases sont chronométrées, et permettent de débloquer des récompenses si terminées dans un temps rapide,.

## Développement

### Concept et équipes
Le projet de développement de Saint Seiya : Les Chevaliers du Zodiaque - Le Sanctuaire débute en 2004, impulsé par le succès du film Tenkai-hen josō: Overture au Japon. C'est le studio Dimps, un studio japonais déjà expérimenté dans la réalisation de jeux vidéos de combat adaptés de mangas, avec notamment la réalisation des trois premiers opus de la saga Dragon Ball Z: Budokai, qui est ainsi chargé du développement. C'est Ryo Mito, développeur chez Dimps, qui se voit confier le projet. Il s'agit d'un habitué de l'adaptation de manga en jeux vidéos de combat, étant notamment le directeur du jeu Dragon Ball Z: Budokai 3.

### Musiques et voix
La bande-son du jeu, dans son édition sortie au Japon, reprend une partie des musiques de la série originale écrites par Seiji Yokoyama. Ces morceaux sont toutefois réarrangés et accompagnés par des compositions originales, créées spécialement pour le jeu. Pour les musiques d'arrière-plan, beaucoup de guitares électriques sont utilisées, afin de recréer une ambiance des années 1980. Durant les phases de réanimation, le joueur peut entendre la voix de Kazuko Kawashima, qui a déjà chanté également pour plusieurs passages de la série animée.
De plus, la plupart des comédiens japonais d'origine sont de retour pour ce jeu, afin de donner voix aux personnages qu'ils incarnent pour certains depuis une quinzaine d'années.

### Adaptation au marché occidental
| Homme âgé d'une cinquantaine d'années, aux cheveux noirs et à lunettes souriant.                           |  | Une femme blonde adossée à un homme aux cheveux blancs portant des lunettes de vue, ils sont souriants. |
| Éric Legrand et Virginie Ledieu, comédiens doublant en français les personnages principaux Seiya et Saori. |  | |

Pour les joueurs occidentaux, il s'agit du premier jeu de la franchise à traverser les frontières du Japon depuis Les Chevaliers du Zodiaque : La Légende d'or, sorti sur NES en 1987.
Pour des questions de droits, si la cinématique d'introduction similaire au générique de la série télévisée, refaite avec le moteur du jeu, a pu traverser le Pacifique, c'est une musique différente qui accompagne cette création, et non le générique d'origine. Similairement, plusieurs musiques issues de la série d'origine n'ont pas pu être disponibles en dehors du Japon, et ont ainsi été remplacées par des imitations.
Le jeu est traduit en plusieurs langues, comme le français, l'allemand, l'espagnol et l'italien. Dans la version européenne du jeu, les dialogues sont doublés en français, avec possibilité de les repasser en japonais selon la convenance du joueur. Dans le doublage français, Éric Legrand et Virginie Ledieu reprennent leurs rôles respectifs de Seiya et Saori, qu'ils tenaient dans la série télévisée.

## Accueil

### Commercialisation et sortie
Saint Seiya : Les Chevaliers du Zodiaque - Le Sanctuaire est tout d'abord annoncé au public en septembre 2004 dans les colonnes du magazine spécialisé japonais Famitsu. Le jeu est tout d'abord annoncé au Japon, avec une date de sortie fixée au 7 avril 2005. Durant la période précédent la sortie du jeu, le site internet officiel publie régulièrement des images exclusives, afin de promouvoir le jeu. Le 22 mars 2005, la commercialisation du jeu en Europe est confirmée par Bandai, avec une sortie prévue courant 2005,. Le jeu n'est pas distribué en Amérique du Nord.
Pour encourager les achats, Bandai offre aux joueurs japonais ayant précommandé leur version du jeu un petit écrin pour ranger la carte mémoire de la PlayStation 2, modélisé à partir de la boîte dorée contenant l'armure du chevalier d'or du Sagittaire,.

### Critiques
Saint Seiya : Les Chevaliers du Zodiaque - Le Sanctuaire reçoit des critiques mitigées de la part de la critique spécialisée. Pour la plupart des spécialistes, le gameplay est jugé peu intéressant et peu diversifié, le changement de musique entre les versions japonaises et européennes, et la durée de vie est beaucoup trop faible. Parmi les points positifs soulevés par la critique, le soin apporté à l'habillage Saint Seiya, ainsi que les nombreux bonus à débloquer sont félicités.
Nicolas Verlet, du site spécialisé Gamekult, regrette le changement de la bande-son du jeu dans la version européenne, argumentant que la version originale contribuait fortement à l'immersion dans le jeu. Ce dernier critique également les graphismes du jeu, notamment le crénelage observable sur les images. Contrairement à son confrère, le site spécialisé GameFAQs apprécie la qualité des graphismes, louant la qualité et le détail apporté aux modèles des personnages, rendus facilement reconnaissables, ainsi que l'aspect métallique réussi des armures des chevaliers. La qualité des arrières plans est également vantée par ce site, ainsi que la variété de ces derniers. Néanmoins, il émet des réserves sur la qualité des bruitages et de la musique, qu'il juge « peu inspirés et oubliables », notamment les versions européennes. Ce constat n'est pas partagé par tous les critiques, Valérie Précigout, de Jeuxvideo.com, trouve que « que si la modélisation des personnages est correcte, les décors sont très peu détaillés et l'animation parfois limitée ». La qualité de la bande-son japonaise est néanmoins louée par cette dernière, que ce soit les doublages originaux, jugés très professionnels, ou la musique de Seiji Yokoyama, dont les compositions sont jugées « grandioses et héroïques ». Son collègue Yannick Le Fur, lui, critique la version européenne de la bande-son, qualifiée de « gargouillis synthétiques », tout comme Maxime Chao de JeuxActu, qui les qualifient de « pâles copies sans saveur ».
Pour Gamekult, le gameplay est l'un des principales faiblesses du jeu. Nicolas Verlet regrette notamment des « personnages affolants de rigidité, collisions à la limite du grotesque et panoplie de coups archi-limitée ». Les combats sont également jugés très répétitifs. Pour le journaliste de GameFAQs, malgré la faible durée de vie du jeu, il reste agréable à prendre en main, notamment grâce à des modes de jeu comme le « Poing du Pope ». Tim Wapshott, journaliste au Sunday Times, regrette également le fait que le jeu n'apporte rien au jeu vidéo de combat, ressemblant à toutes les autres itérations de jeu de combat. Le journal spécialisé finlandais Pelit (en) regrette également la rigidité des combats et des personnages. Valérie Précigout, quant à elle, apprécie les différents modes de jeu malgré les défauts de gameplay, notamment le mode de jeu « Poing du Pope », qui améliore grandement la durée de jeu, tout en émettant des réserves sur les phases de beat them all, estimées peu adaptées au système de jeu. Le site spécialisé Siliconera émet lui aussi des réserves sur ce mode de jeu, estimant que le système de verrouillage des ennemis est raté, ce qui rend le combat laborieux. Yannick Le Fur, lui aussi journaliste chez Jeuxvideo.com, estime que le gameplay est d'une simplicité extrême, et critique également des « problèmes de caméra et des temps de chargement incroyablement longs entre chaque combat ». L'équipe de JeuxActu félicité néanmoins le nombre de personnages jouables, ainsi que certaines attaques spéciales très réussies, tout en déplorant une panoplie de coup très limitée.
Parmi les critiques positives faites au jeu, Nicolas Verlet, de Gamekult, apprécie le soin apporté à l'habillage du jeu ainsi que les nombreux bonus cachés. La qualité du doublage japonais est également saluée par Jeuxvideo.com, qui salue également le grand respect apporté à l'œuvre originale de Masami Kurumada, une critique partagée par Maxime Chao de JeuxActu.

### Ventes
Lors de sa première semaine d'exploitation au Japon, Saint Seiya : Les Chevaliers du Zodiaque - Le Sanctuaire s'écoule à 89 226 copies, et se classe en deuxième position du jeu le mieux vendu de la semaine derrière Mobile Ops: The One Year War. Lors de sa deuxième semaine d'exploitation, il se vend à 18 437 copies, portant ainsi le total des ventes à 107 663 unités, souffrant de la concurrence de la sortie du dernier opus de la franchise Tengai Makyō : Far East of Eden III : Namida.
Lors d'un bilan effectué à la fin de l'année 2005, Saint Seiya : Les Chevaliers du Zodiaque - Le Sanctuaire totalisait 127 509 copies vendues, faisant de lui le centième jeu le plus vendu de l'année sur l'archipel nippon. Cela reste en dessous des espérances de Bandai, qui espérait vendre 500 000 unités.

## Postérité

### Place dans la série et influence sur les jeux futurs

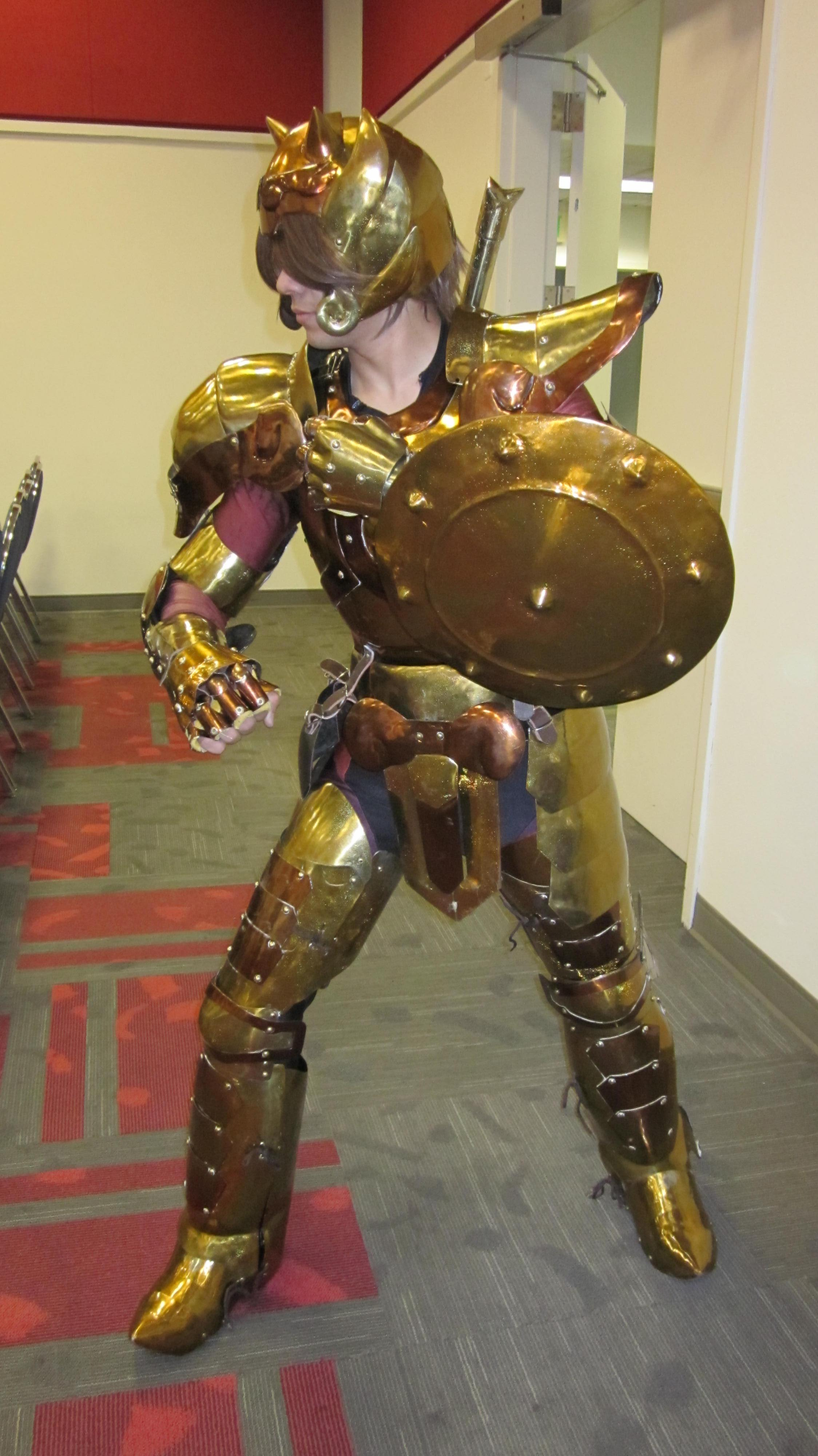
Cosplay de Dohko, chevalier d'Or de la Balance.

Malgré les critiques négatives, le jeu reste bien reçu par les amateurs de la franchise, si bien qu'il est régulièrement cité dans les listes des meilleurs jeux inspirés de la série Saint Seiya.
Une suite, Saint Seiya : Hadès, est mise en chantier, reprenant le moteur du jeu, ainsi qu'une majorité de la trame narrative, et sort l'année suivante, en 2006, toujours réalisé par Dimps. Si le moteur graphique est toujours le même, un arc narratif est rajouté au mode Histoire, et plusieurs nouveaux personnages font également leur apparition, comme Shion du Bélier. Le gameplay évolue également à la suite des critiques effectuées au premier volet, et rajoute de la vitesse et de la souplesse dans le contrôle des personnages.
Saint Seiya : Les Chevaliers du Zodiaque - Le Sanctuaire est le jeu qui donne le ton aux jeux inspiré de la saga qui sortent après lui. Ces jeux seront également développé par le studio Dimps, avec Ryo Mito en tant que producteur. Saint Seiya : Les Chevaliers du Zodiaque - La Bataille du Sanctuaire, sorti en 2011 sur Playstation 3, reprend l'exacte même trame narrative, ainsi que le principe de combat en un contre un,. Les deux jeux suivants, Saint Seiya: Brave Soldiers et Saint Seiya: Soldiers' Soul, profitent également du même postulat de départ, avec un moteur graphique amélioré, plus de personnages jouables et la possibilité d'avoir une sortie en Amérique du Nord.
Un jeu gacha inspirée de la franchise Saint Seiya, Saint Seiya Awakening, met également en scène la plupart des personnages de la saga, dont ceux retrouvés dans Saint Seiya : Les Chevaliers du Zodiaque - Le Sanctuaire.

### Produits dérivés et en dehors de la franchiseSaint Seiya
La franchise Saint Seiya est célèbre pour ses nombreux produits dérivés.
Lors de la sortie du jeu, plusieurs figurines ont été commercialisées pour accompagner le jeu de combat. Une petite figurine de Seiya, pouvant porter sur son dos l'écrin offert avec la précommande du jeu est mise en vente dès la sortie du jeu. De plus, lors de la sortie du jeu vidéo, plusieurs Myth Cloth, des figurines de collections à l'effigie des personnages de la série, sont commercialisées.
Plus insolite, une gamme de sous-vêtements masculins est également commercialisée au Japon, avec des modèles inspirés des armures des chevaliers d'Or.
Les personnages de Saint Seiya : Les Chevaliers du Zodiaque - Le Sanctuaire sont également présents dans d'autres jeux de combats, notamment Jump Force, où apparaissent Shiryu et Seiya, avec des coups spéciaux inspirés de ceux qu'ils présentent dans Saint Seiya : Les Chevaliers du Zodiaque - Le Sanctuaire,.